# ويليام تايلور (سياسي)
ويليام تايلور (بالإنجليزية: William Taylor)‏ هو سياسي أسترالي، ولد في 15 مارس 1894، وتوفي في 2 سبتمبر 1964. حزبياً، نشط في حزب العمال الأسترالي. وقد انتخب عضو مجلس نواب تسمانيا عن دائرة Division of Lyons (state) ‏ (28 أغسطس 1940 – 23 نوفمبر 1946).